# Actio aquae pluviae arcendae
Actio aquae pluviae arcendae – w prawie rzymskim, powództwo z powodu zmiany naturalnego odpływu wody deszczowej. Jeden ze środków ochrony własności w stosunkach sąsiedzkich, znany już ustawie XII tablic.

## Charakterystyka powództwa
Powództwo to przysługiwało właścicielowi nieruchomości rolnej przeciw sąsiadowi, który zmieniał naturalny bieg wody spływającej z jego gruntu na grunt powoda. Służyło ono przymuszeniu sąsiada do rozebrania sztucznie wzniesionych konstrukcji (np. zapory wodnej), bądź umożliwieniu powodowi rozebrania takiej konstrukcji – jeżeli wzniósł ją poprzedni właściciel. Powództwo należało do grupy actiones in personam oraz actiones arbitrariae.
W prawie justyniańskim skarga ta uległa, pod wpływem praktyk agrarnych stosowanych na Wschodzie, pewnej modyfikacji.